# Skinflats
Skinflats är en ort i Storbritannien.   Den ligger i kommunen Falkirk och riksdelen Skottland, i den centrala delen av landet, 500 km norr om huvudstaden London. Skinflats ligger 3 meter över havet och antalet invånare är 347.
Terrängen runt Skinflats är platt åt nordost, men åt sydväst är den kuperad. Runt Skinflats är det ganska tätbefolkat, med 160 invånare per kvadratkilometer. Närmaste större samhälle är Grangemouth, 2,8 km sydost om Skinflats. Trakten runt Skinflats består i huvudsak av gräsmarker.